# KT Большого Пса
KT Большого Пса (лат. KT Canis Majoris), HD 49810 — двойная затменная переменная звезда типа Алголя (EA) в созвездии Большого Пса на расстоянии приблизительно 3125 световых лет (около 958 парсеков) от Солнца. Видимая звёздная величина звезды — от +9,76m до +9,4m. Орбитальный период — около 5,1901 суток.

## Характеристики
Первый компонент — бело-голубой гигант или яркий гигант спектрального класса B7II/III.